# Inger Nilsson
Karin Inger Monica Nilsson (Kisa, 4 de maio de 1959) é uma atriz sueca. Ficou sobretudo conhecida pela sua participação na série televisiva intitulada Pipi das Meias Altas em Portugal ou Píppi Meialonga, no Brasil.

## Carreira
Nilsson tinha oito anos quando foi lançada como Píppi Meialonga. Primeiro, ela fez uma série de TV e depois três filmes. Depois de Píppi Meialonga, ela foi treinada como secretária médica, mas optou por seguir uma carreira como atriz. Nilsson foi, entre outras coisas, aderecista em Östgötateatern e atuou em várias peças.
Em 2000, o diretor suíço Xavier Koller a convenceu a desempenhar um papel em seu filme "Gripsholm", com base em um romance de Kurt Tucholsky.
Entre 2007 e 2017, ela apareceu no canal de TV alemão ZDF como a patologista forense Ewa, na série de TV "Der Kommissar und das Meer" (inglês: The Commissioner and the Sea).
Em 2009, Nilsson foi uma concorrente celebridade em Kändisdjungeln.

## Filmografia
Esta atriz participou apenas em séries ou filmes realizados na Suécia.
- Pippi Långstrump, 1969, série televisiva;
- Pippi Långstrump på de sju haven, 1970, uma réplica;
- På rymmen med Pippi Långstrump, 1973, outra réplica;
- Här kommer Pippi Långstrump, 1973, outra réplica;
- Kajsa Kavat, 1989, curta-metragem, como Juliana;
- Panik på kliniken, 1994, como Jessica Werstén;
- Qué pasó con, 1995, série espanhola, como ela mesma;
- Gripsholm, 2000, como Frau Anderssom;
- Astrid Lindgrens jul, 2005, outra réplica;
- AK3 - Dolda beslut, 2006, minissérie televisiva, como Barbro;
- Numerologen, 2007, curta-metragem, como Monica;
- Der Kommissar und das Meer, 2007-2017, série televisiva, como Ewa Svensson;
- Efterskalv, 2015, como Diretora, e
- Svart Cirkel, 2017, atualmente em pós-produção.

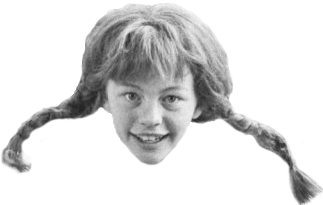

 Media relacionados com Inger Nilsson no Wikimedia Commons